# Провинцијалка (филм)
Провинцијалка (енгл. The Country Girl) је амерички филм из 1954. године, који је режирао Џорџ Ситон. Главне улоге тумаче Грејс Кели, Бинг Крозби и Вилијам Холден. На 27. церемонији Оскара је био номинован за награде у седам категорија, укључујући за најбољи филм, освојио је награде за најбољи сценарио и најбољу глумицу.

## Радња
Позоришни глумац, Френк Елгин, коме каријера стагнира, пада под утицај алкохола и све више осећа кривицу због смрти јединог сина. Берни Дод његов менаџер и супруга Џорџи, покушавају да га орасположе и извуку из тешког стања, али то наизглед делује као немогућа мисија...

## Улоге
| Глумац         | Улога       |
| -------------- | ----------- |
| Грејс Кели     | Џорџи Елгин |
| Бинг Крозби    | Френк Елгин |
| Вилијам Холден | Берни Дод   |